# Опалинска, Ванда
Ва́нда Опали́нска (англ. Wanda Opalinska) — польско-английская актриса.

## Биография
Ванда дебютировала в кино в 2007 году, сыграв роль Сьюзан Крисп в фильме «Дневник Томми Криспа». В том же году Опалинска начала играть роль Викки Данковска (которая также, как и актриса, полька по происхождению) в мыльной опере «Улица коронации».
В 2011—2012 годах Ванда снялась ещё в трёх сериалах.
У Ванды есть сын, чей отец неизвестен публике — Рафаль (род.12.02.2009).